# Bignonia

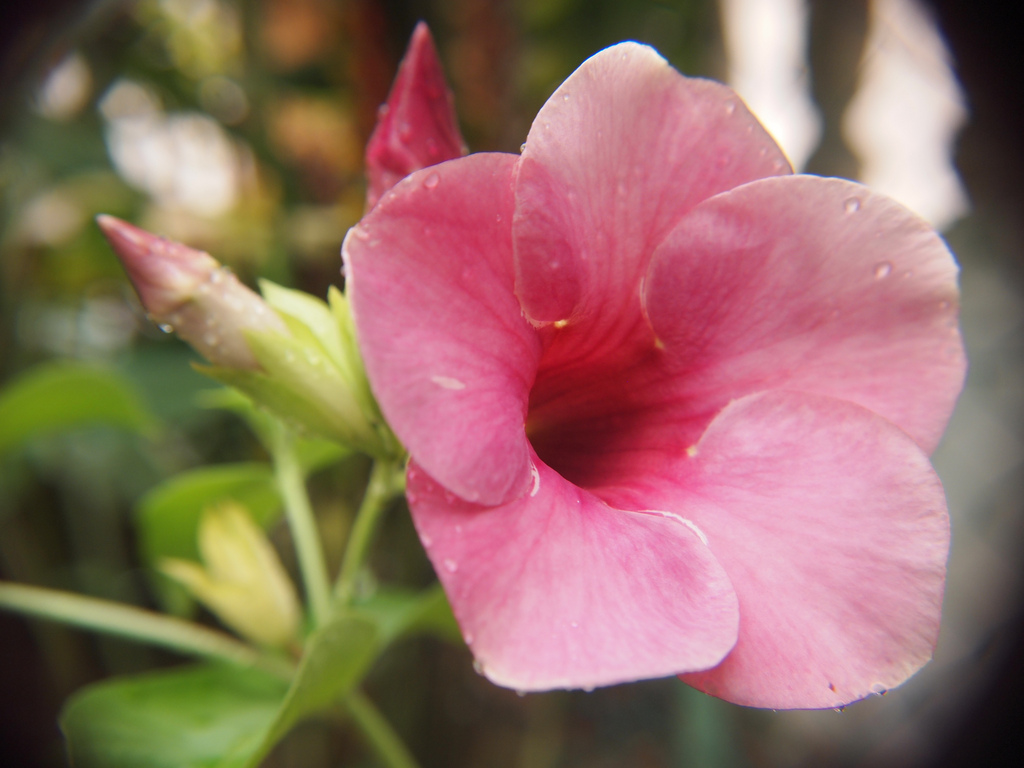
Flor de Bignonia (Malásia).

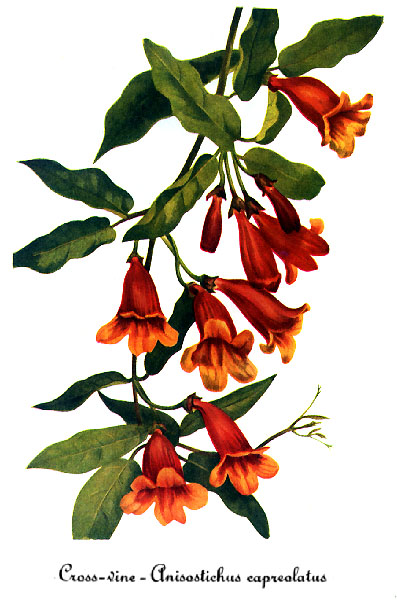
Bignonia capreolata (ilustração de Mary Vaux Walcott).

Bignonia L. (vernacular bignónia) é um género de angiospérmicas pertencente à família Bignoniaceae. O nome genérico, que está na origem da designação da família, deriva do nome de Jean-Paul Bignon e foi introduzido na nomenclatura botânica pelo seu discípulo Joseph Pitton de Tournefort em 1694. O género inclui 499 espécies validamente descritas, maioritariamente de arbustos e árvores de pequeno porte.

## Descrição
O género Bignonia inclui um grupo de plantas robustas, maioritariamente caducifólias, de rápido crescimento, alcançando mais de 10 metros de altura. Muitas das espécies tem tendência escandente, gerando turiões com ventosas.
O género é nativo das Américas e foi descrito por Carlos Lineu, que publicou a descrição em Species Plantarum 2: 622–625. 1753. A espécie tipo é Bignonia capreolata L.
A etimologia do nome genérico Bignonia deriva do nome de Jean-Paul Bignon  (1662-1743), e foi introduzido na literatura botânica por Joseph Pitton de Tournefort em 1694.

## Espécies
O género Bignonia tem sofrido sucessivas alterações de âmbito, com a inclusão de múltiplas espécies anteriormente consideradas como parte de outros géneros e a remoção de várias tradicionalmente nele incuídas. Entre outras, o género inclui actualmente as seguintes espécies:
- Bignonia acumata
- Bignonia aequinoctialis
- Bignonia binata
- Bignonia bracteomana
- Bignonia capreolata
- Bignonia chelonoides (sinónimo taxonómico de Stereospermum chelonoides)
- Bignonia callistegioides
- Bignonia campanulata
- Bignonia catalpa (sinónimo taxonómico de Catalpa bignonioides)
- Bignonia convolvuloides
- Bignonia corymbosa
- Bignonia costata
- Bignonia longiflora
- Bignonia phellosperma
- Bignonia suaveolens (sinónimo taxonómico de Stereospermum chelonoides; em sânscrito: "पाटल" )
- Lista completa de espécies

## Classificação lineana do gênero
| Sistema | Classificação                        | Referência               |
| ------- | ------------------------------------ | ------------------------ |
| Linné   | Classe Didynamia, ordem Angiospermia | Species plantarum (1753) |